# Schlachthof (Aurich)
Der Schlachthof ist ein denkmalgeschütztes Gebäudeensemble in der ostfriesischen Kreisstadt Aurich (Landkreis Aurich, Niedersachsen). Es hat die Adresse Breiter Weg 24. Das Ensemble besteht aus einem verputzten Kühlhaus (Maschinenhaus um 1900); der Kleintierschlachthalle, einem Rohziegelbau mit Satteldach (Maschinenhaus von 1889); der Rinderschlachthalle, einem Rohziegelbau von 1889 sowie einem traufständig zum Hof stehenden Wohnhaus. Seit dem Jahr 1980 nutzt ein Jugendzentrum die Gebäude.
Spätestens ab 1926 betrieb der Auricher Jude Ruben Samson den Schlachthof und konnte diesen bis in den Juli 1937 halten. Anschließend verkaufte er sein Unternehmen. Samson wurde später, am 29. Juli 1942, in das KZ Theresienstadt deportiert. Sein weiteres Schicksal ist ungeklärt, das Todesdatum unbekannt.

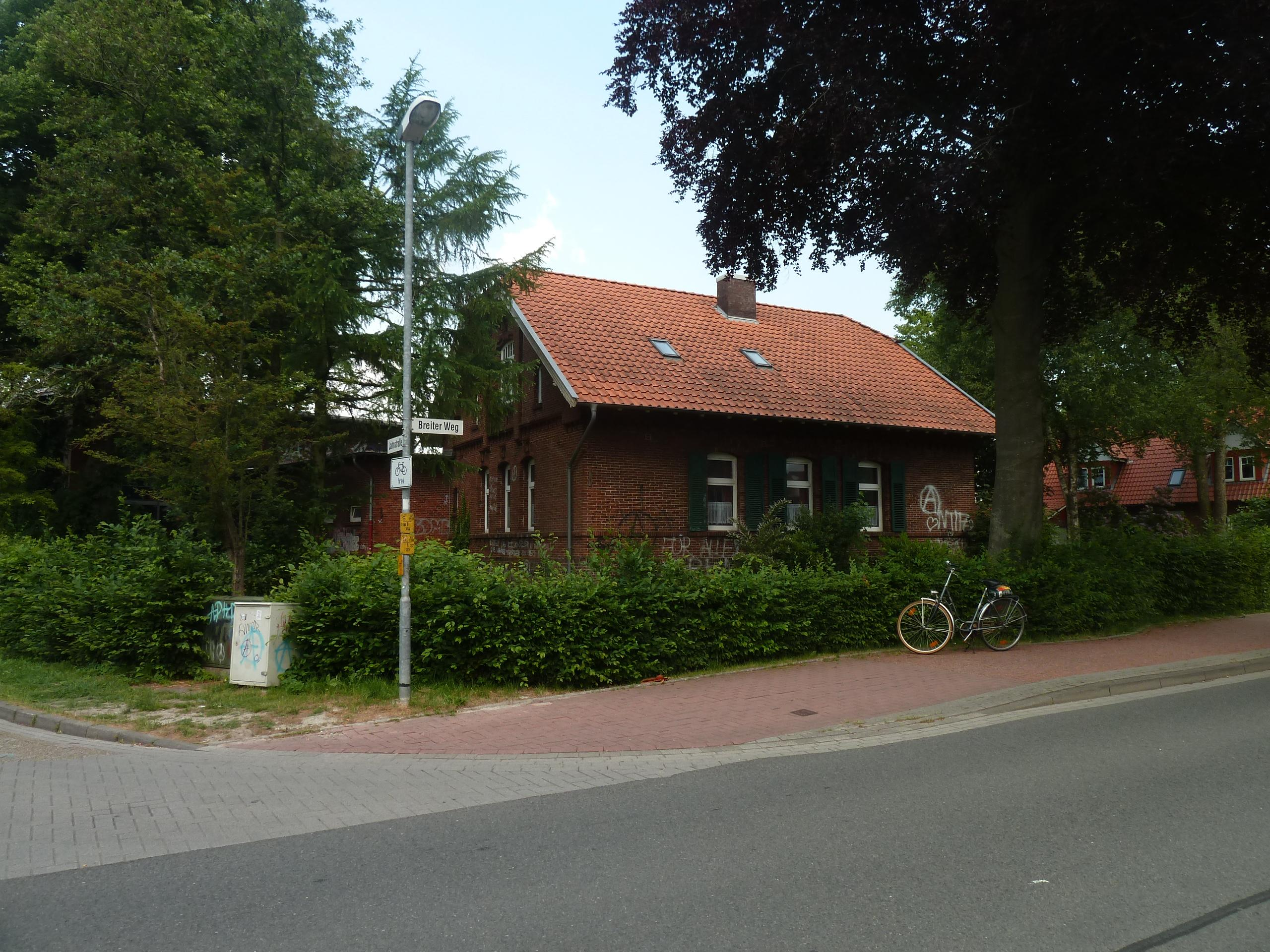
Jugendzentrum von Vorne
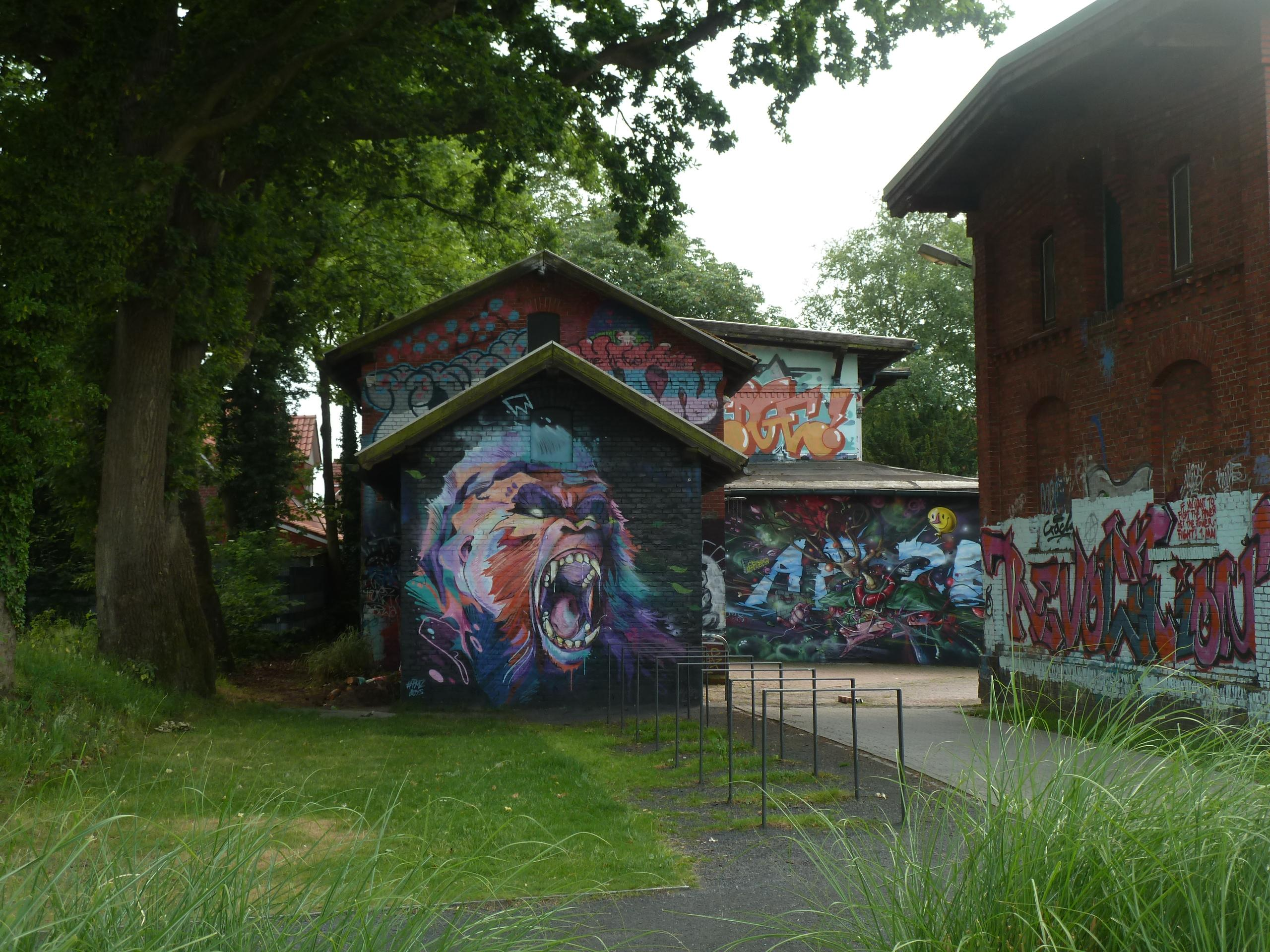
Jugendzentrum von Hinten
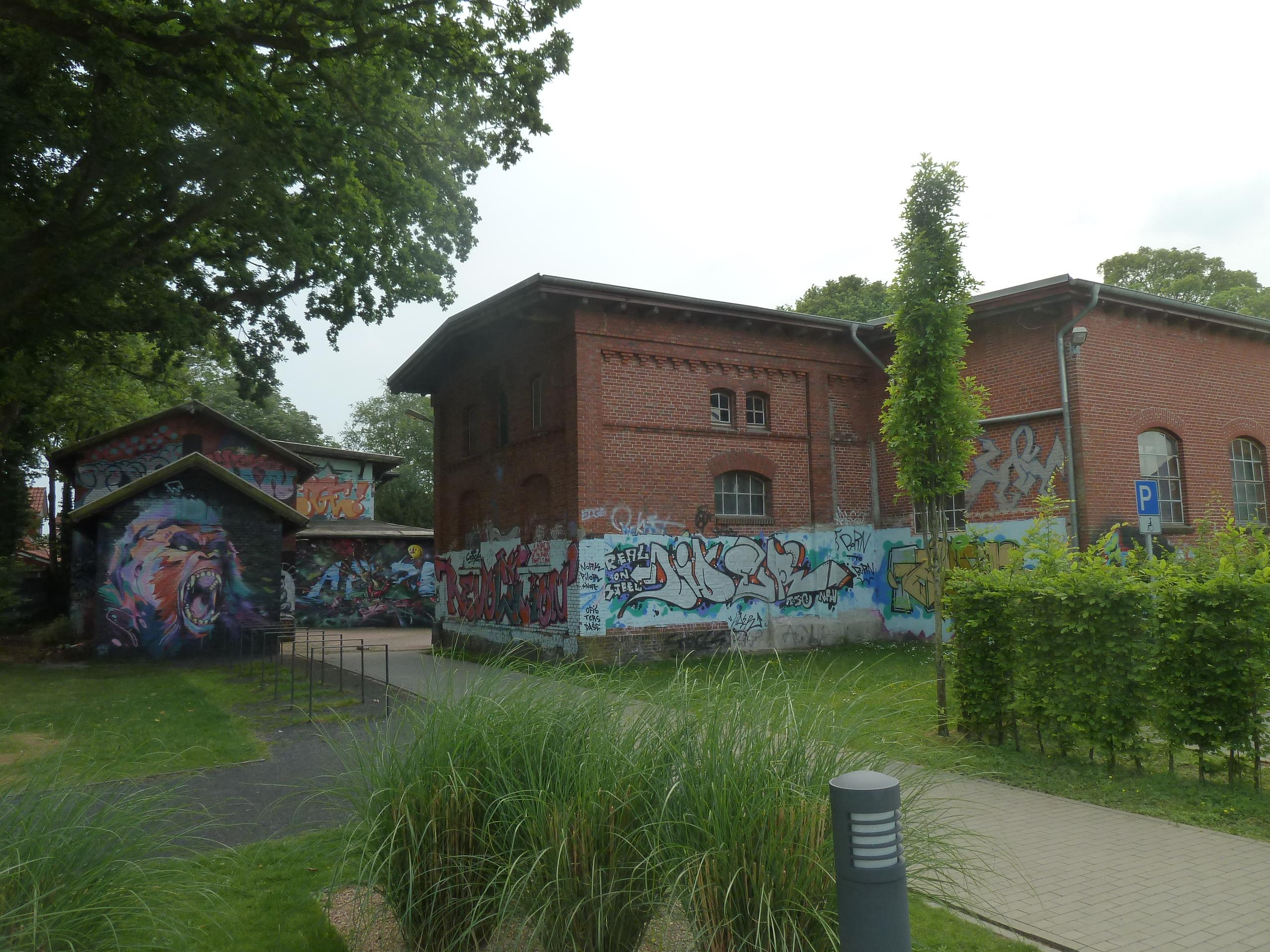
Jugendzentrum von Hinten